# NGC 433
NGC 433 là một cụm sao mở nằm trong chòm sao Tiên Hậu, cách Mặt Trời 6,500 năm ánh sáng. Nó được phát hiện vào ngày 29 tháng 9 năm 1829 bởi John Herschel. Nó được Dreyer mô tả là "cụm, nhỏ, hơi nén".
Cụm sao này chỉ có 12 ngôi sao trên cường độ 16. Nó có đường kính tuyến tính là 26,3 ly, có khối lượng khoảng 479 lần Mặt Trời và tuổi xấp xỉ 65 triệu năm.